# Manresa
Manresa [mənˈrɛzə] ist mit seinen 80.201 Einwohnern (Stand: 2024) die Hauptstadt der Comarca Bages in der spanischen Provinz Barcelona in Katalonien.

## Lage
Das Stadtgebiet liegt im südlichen Zipfel der Ebene Pla de Bages, eingebettet zwischen den Flüssen Cardener und Llobregat; beide Flüsse bilden teilweise eine natürliche Grenze zu den Nachbargemeinden. Die höchste Erhebung der Gemeinde ist der im Westen liegende 543 Meter hohe Collbaix. Die Städte Barcelona und Tarragona befinden sich etwa 70 Kilometer (Fahrtstrecke) südöstlich bzw. 110 Kilometer südwestlich.

## Bevölkerungsentwicklung
| Jahr      | 1960   | 1970   | 1981   | 1990   | 2000   | 2014   |
| Einwohner | 52.216 | 57.846 | 67.014 | 65.818 | 63.742 | 75.297 |

Im 19. Jahrhundert stieg die Zahl der Einwohner von etwa 8.000 auf ca. 23.000 an. Auch die Gemeinden im Großraum von Manresa haben in den letzten Jahrzehnten ein starkes Bevölkerungswachstum zu verzeichnen (z. B. Navàs oder Castellnou de Bages).

## Wirtschaft
Manresa ist ein wichtiges Zentrum der Textil-, Maschinen- und chemischen Industrie. In den letzten Jahrzehnten wurde die Wirtschaft auf Handel und Dienstleistungsgewerbe umgestellt. Die Stadt ist einer von mehreren Standorten der Polytechnischen Universität Kataloniens.

## Geschichte
Auf dem Stadtgebiet wurden kleinere neolithische Funde gemacht. Aus iberischer Zeit ist eine Siedlung nachgewiesen, dennoch wurde die Iberische Halbinsel zum Schauplatz der Auseinandersetzungen Roms mit den Phöniziern, in welche auch die Iberer und Kelten hineingezogen wurden. Der römische Konsul Marcus Porcius Cato der Ältere eroberte weite Teile der Halbinsel in den Jahren 195 bis 191 v. Chr. Die Römer legten auch den Grundstein für die Stadt Minorisa. Während der maurischen Besetzung entvölkerten sich die Stadt und ihr Umland. Gegen Ende des 8. Jahrhunderts eroberten die Christen das Gebiet zurück, aber es kam zu inneren Machtstreitigkeiten und zur Zerstörung der Stadt durch muslimische Truppen in den Jahren 841/842. Gegen Ende des 9. Jahrhunderts war die Stadt fest in christlicher Hand und bildete das Zentrum einer Grafschaft, die über ein großes Gebiet herrschte.

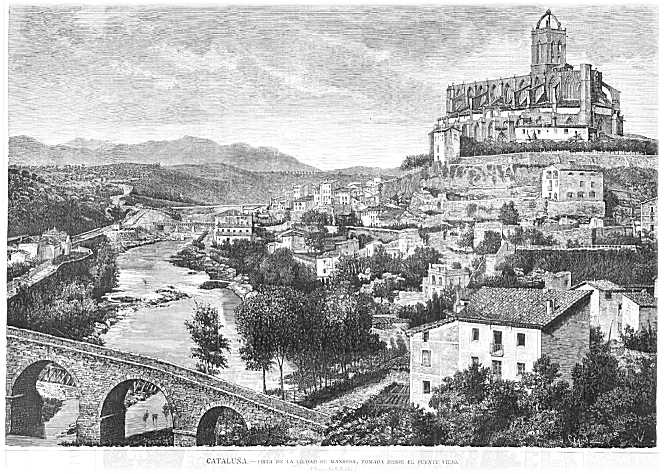
Manresa im Jahr 1881

Das 14. Jahrhundert war eine goldene Zeit für Katalonien – die Stadtbevölkerung Manresas zur damaligen Zeit wird auf ca. 3.000 Personen geschätzt; es entstanden die Kollegiatkirche (manchmal auch „Kathedrale“ genannt) und eine Vielzahl kleinerer Kirchen. Von März 1522 bis Februar 1523 hielt sich Ignatius von Loyola in der Stadt auf. In den Jahren zwischen 1540 und 1659 erfasste der „Aufstand der Schnitter“ (Guerra dels Segadors) große Teile Kataloniens und zu Beginn des 18. Jahrhunderts hatte Manresa unter den militärischen Auseinandersetzungen zwischen Spaniern, Franzosen und Österreichern im Spanischen Erbfolgekrieg (1701–1714) zu leiden. Trotz der Napoleonischen Kriege auf der Iberischen Halbinsel (1807–1814) wuchs die politische und wirtschaftliche Bedeutung der Stadt und ihres Umlandes im 19. Jahrhundert – eine Entwicklung, die sich im 20. Jahrhundert fortsetzte.

## Sehenswürdigkeiten

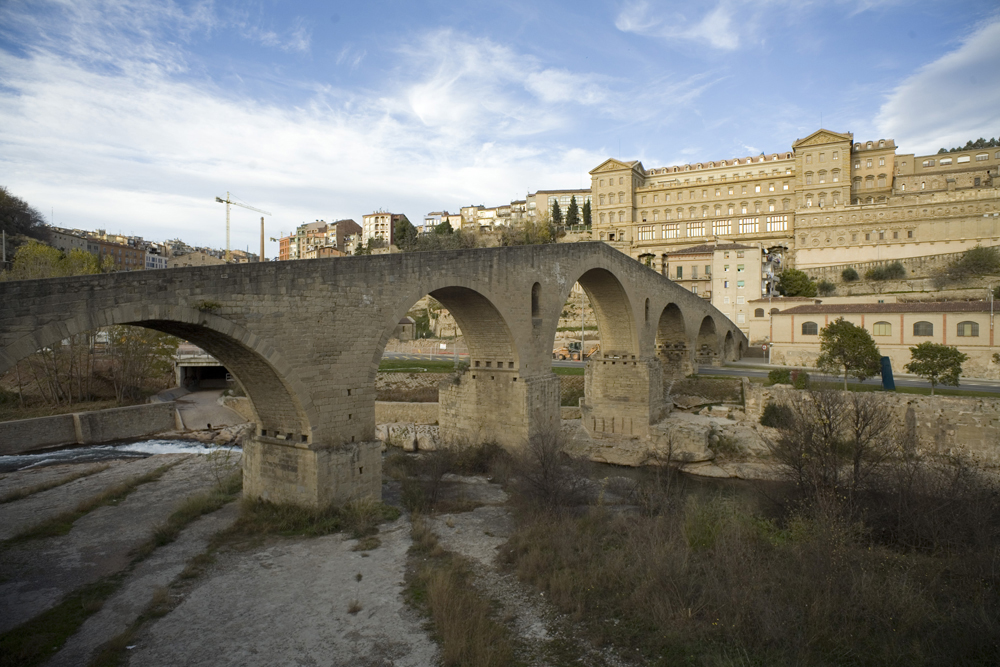
Pont Vell und Cova de Sant Ignasi

Manresa ist eine Stadt mit zahlreichen mittelalterlichen, barocken und modernistischen Gebäuden, darunter Kirchen und Konvente, aber auch Bürgerpaläste, Mietshäuser und Fabrikgebäude des 19. Jahrhunderts:
- An der Basilika Santa Maria de la Seu, genannt „Seu de Manresa“ wurde vom 14. bis ins 18. Jahrhundert hinein gebaut; sie vereint Elemente der Gotik, der Renaissance und des Klassizismus. Im Innern befinden sich die Marienstatue Mare de Déu de l’Alba und bedeutende gotische Altarbilder katalanischer Künstler.
- Eine Brücke (Pont Vell) über den Fluss Cardener wurde bereits in römischer Zeit errichtet; nach mehrfacher Zerstörung im 12. Jahrhundert wurde sie im gotischen Baustil neuerbaut und zwischen 1960 und 1962 rekonstruiert.
- Die Cova de Sant Ignasi ist ein Gebäudekomplex bestehend aus einer barocken Kirche (erbaut 1759 bis 1763) und einem großen klassizistischen Anbau aus den 1890er Jahren, der sich um die ‚Heilige Höhle‘ (Santa Cova) gruppiert, in der Ignatius von Loyola (1491–1556), der Gründer des Jesuitenordens, einige Monate lebte. Die Cova de Sant Ignasi dient heute unter anderem als Exerzitienhaus.
- Weitere bedeutende Gebäude aus dem 17. und 18. Jahrhundert sind der Justizpalast und das Rathaus.

## Persönlichkeiten

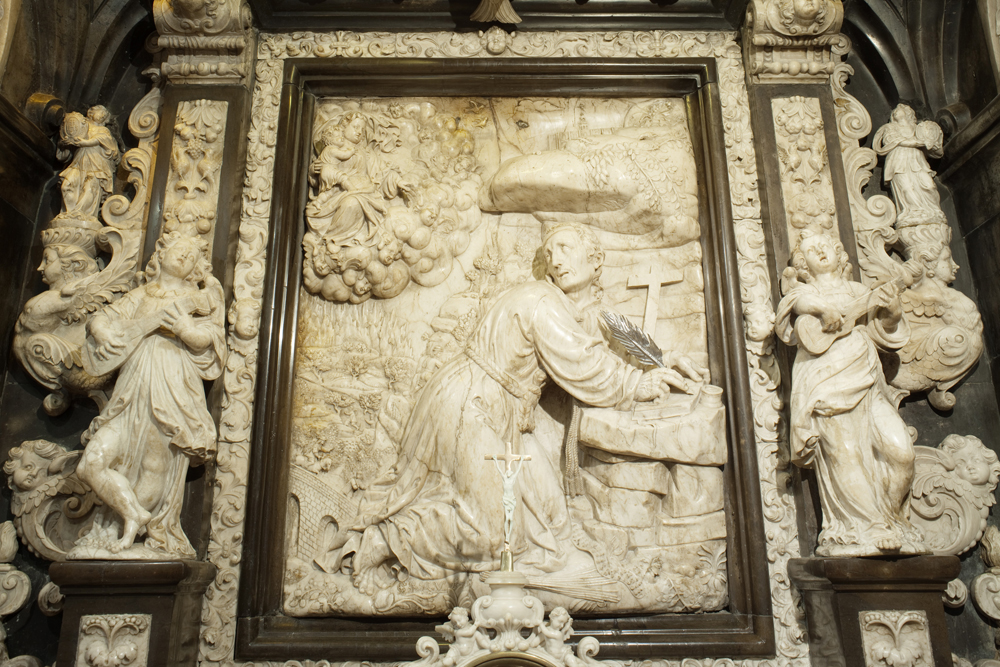
barocker Ignatius-Altar in der Cova de Sant Ignasi

### Ignatius von Loyola
Für den Jesuitenorden hat Manresa eine besondere Bedeutung: Der spätere Ordensgründer, Ignatius von Loyola, verbrachte hier einige Monate in Einsamkeit, in denen er sich äußerster Armut aussetzte und beständig im Gebet vertiefte. In einer Höhle am Cardener hatte er eine Erleuchtung, die ihn im spirituellen Sinne für sein ganzes Leben prägte. Mit dem Ende seiner Zeit in Manresa wurde Ignatius zum Pilger, der es nach Jerusalem und über viele weitere Stationen bis nach Rom brachte.

### Andere
- Francesc Grau (1638–1693), Bildhauer des Barock
- Joaquín Lluch y Garriga (1816–1882), Karmelit, Erzbischof und Kardinal
- José María Algué (1856–1930), Jesuitenpriester, Astronom und Meteorologe
- Gregori Estrada i Gamissans (1918–2015), Komponist, Organist und Benediktinermönch
- Asunción Balaguer (1925–2019), Schauspielerin
- Luis Espinal (1932–1980), Jesuitenpater und Menschenrechtsaktivist
- Manuel Estiarte (* 1961), Wasserballspieler
- Jorge Payá (* 1963), Wasserballspieler
- Juan Ignacio Cirac Sasturain (* 1965), Physiker und Hochschullehrer
- Núria Rial (* 1975), Sängerin
- David García de la Cruz (* 1981), Fußballspieler
- Toni Elías (* 1983), Motorradrennfahrer und Moto2-Weltmeister 2010